# Uckermärkische Verkehrsgesellschaft

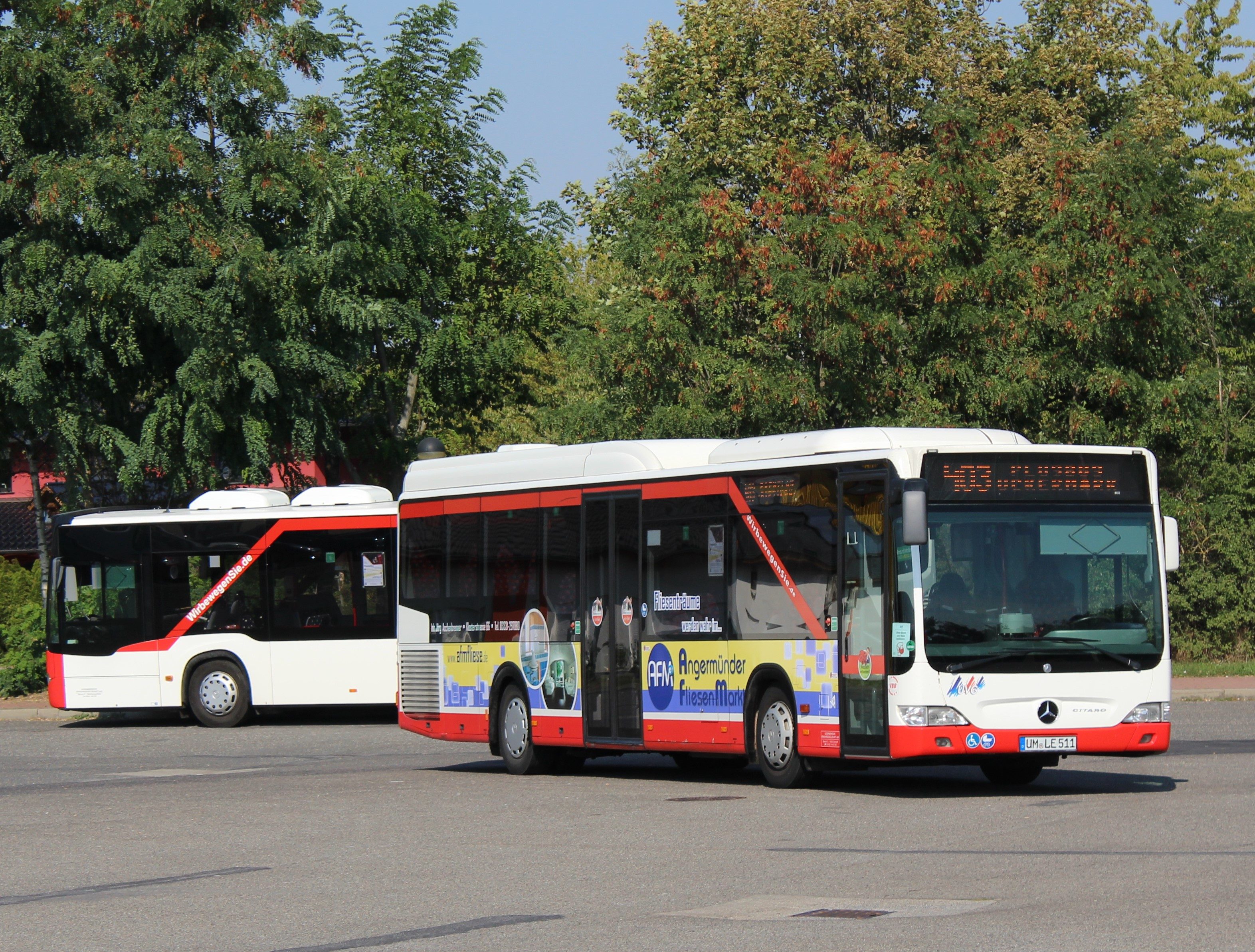
Busse der UVG in Schwedt

Die Uckermärkische Verkehrsgesellschaft mbH (UVG) ist der Anbieter des ÖPNV im Landkreis Uckermark. Jährlich werden im gesamten Landkreis Uckermark auf 76 Buslinien mehr als 6 Mio. Fahrgäste befördert. Die 4 Betriebshöfe der UVG befinden sich in Templin, Angermünde, Schwedt/Oder und in Prenzlau. Die UVG ist Mitglied im Verkehrsverbund Berlin-Brandenburg. Sie betreibt auch die Stadtverkehre in Templin, Angermünde, Schwedt/Oder und in Prenzlau.

## Geschichte
Im Jahr 1990 wurden die VEB Kraftverkehr der ehemaligen DDR aufgelöst und in privatrechtliche Unternehmen umgewandelt. Bereits ein Jahr später wurden diese Unternehmen kommunalisiert. In der Uckermark entstanden somit die Prenzlauer Verkehrsgesellschaft, der Templiner Verkehrsbetrieb sowie die Personennahverkehrsgesellschaft Schwedt/Angermünde. Danach begann die langsame Modernisierung des Busverkehrs, u. a. wurden 1995 in Angermünde ein neuer Betriebshof eingeweiht, sowie der Betriebssitz in Prenzlau renoviert.
1996 haben sich die beiden uckermärkischen Busunternehmen zusammengeschlossen, es entstand die Uckermärkische Verkehrsgesellschaft mbH. Zwei Jahre später startete in der Stadt Templin der kostenlose Stadtbusverkehr, bis dahin einmalig in Deutschland. Nach der Gründung des Verkehrsverbunds Berlin-Brandenburg (kurz VBB) wurden auch die UVG und PVG Schwedt/Angermünde deren Partner. 2004 wurde die über die Staatsgrenze Deutschland/Polen führende Buslinie 470, von Schwedt (Oder) nach Templin, eingeführt. 2009 verschmolz die PVG mit der UVG, deren Sitz bis heute in Schwedt ist.

## Linienübersicht
| Linie | Endpunkte                                                                               | Verlauf                                                                                 |          |
| ----- | --------------------------------------------------------------------------------------- | --------------------------------------------------------------------------------------- | -------- |
| 401   | Prenzlau ↔ Woldegk                                                                      | Dedelow – Holzendorf – Schlepkow – Wolfshagen                                           |          |
| 403   | Prenzlau ↔ Schwedt                                                                      | Hohengüstow – Gramzow – Golm – Passow                                                   | PlusBus  |
| 411   | Prenzlau ↔ Dedelow                                                                      | Mühlhof – Güstow – Klinkow – Schönwerder                                                |          |
| 413   | Prenzlau ↔ Strasburg                                                                    | Dedelow – Kutzerow – Bandelow – Karlsburg                                               |          |
| 414   | Prenzlau ↔ Wolfshagen                                                                   | Schönwerder – Bandelow – Lübbenow – Hetzdorf                                            |          |
| 416   | Prenzlau ↔ Fürstenwerder                                                                | Güstow – Wilhelmshof – Rittgarten – Kraatz                                              |          |
| 419   | Prenzlau ↔ Fürstenwerder                                                                | Güstow – Wilhelmshof – Schönermark – Arendsee                                           |          |
| 421   | Prenzlau ↔ Klockow                                                                      | Blindow – Göritz – Nechlin – Karlshof                                                   |          |
| 424   | Brüssow ↔ Löcknitz                                                                      | Frauenhagen – Grünberg – Battin – Wollschow                                             |          |
| 425   | Prenzlau ↔ Brüssow                                                                      | Stegemannshof – Kleptow – Klockow – Carmzow                                             |          |
| 427   | Prenzlau ↔ Brüssow                                                                      | Stegemannshof – Ludwigsburg – Cremzow – Wallmow                                         |          |
| 428   | Prenzlau ↔ Wittenhof                                                                    |                                                                                         |          |
| 431   | Prenzlau ↔ Warnitz                                                                      | Bietikow – Hohengüstow – Gramzow – Neumeichow                                           |          |
| 432   | Prenzlau ↔ Gramzow                                                                      | Alexanderhof – Bietikow – Kleinow – Bertikow                                            |          |
| 435   | Prenzlau ↔ Schwaneberg                                                                  | Grünow – Damme – Eickstedt – Schmölln                                                   |          |
| 441   | Prenzlau ↔ Gollmitz                                                                     | Groß Sperrenwalde – Schmachtenhagen – Beenz                                             |          |
| 445   | Prenzlau ↔ Warnitz                                                                      | Röpersdorf – Strehlow – Seehausen – Blankenburg                                         |          |
| 446   | Prenzlau ZOB – Stadtverwaltung – Seebad – Stadion – Campingplatz                        | Prenzlau ZOB – Stadtverwaltung – Seebad – Stadion – Campingplatz                        | StadtBus |
| 447   | Prenzlau Nord – Kreiskrankenhaus – Stadtverwaltung – Einkaufszentrum – Schafgrund       | Prenzlau Nord – Kreiskrankenhaus – Stadtverwaltung – Einkaufszentrum – Schafgrund       | StadtBus |
| 448   | Prenzlau Ost – UNI Center – ZOB – Str. des Friedens – Neustädter Damm – Berliner Str.   | Prenzlau Ost – UNI Center – ZOB – Str. des Friedens – Neustädter Damm – Berliner Str.   | StadtBus |
| 450   | Angermünde ↔ Gramzow                                                                    | Kerkow – Greiffenberg – Schmiedeberg – Meichow                                          |          |
| 451   | Angermünde ↔ Schwedt                                                                    | Kerkow – Pinnow – Hohenlandin – Heinersdorf                                             |          |
| 452   | Angermünde ↔ Grumsin                                                                    | Zuchenberg – Altkünkendorf                                                              |          |
| 453   | Angermünde ↔ Bölkendorf                                                                 | Sternfelde – Schmargendorf – Herzsprung                                                 |          |
| 454   | Passow ↔ Zichow                                                                         | Wendemark – Briest – Golm – Fredersdorf                                                 |          |
| 455   | Passow ↔ Schönow                                                                        | Herrenhof – Stendell – Kummerow – Jamikow                                               |          |
| 456   | Angermünde ↔ Angermünde                                                                 | Gellmersdorf – Stolpe – Crussow – Neuhof                                                |          |
| 457   | Angermünde ↔ Passow                                                                     | Kerkow – Mürow – Frauenhagen – Schönermark                                              |          |
| 459   | Schwedt ↔ Casekow                                                                       | Stendell – Kummerow – Schönow – Wartin                                                  |          |
| 460   | Angermünde ↔ Neuhaus                                                                    | Kerkow – Greiffenberg – Wilmersdorf – Steinhöfel                                        |          |
| 462   | Angermünde ↔ Wolletz                                                                    | Kerkow – Görlsdorf                                                                      |          |
| 463   | Angermünde ↔ Oderberg                                                                   | Neukünkendorf – Parstein – Lunow – Neuendorf                                            |          |
| 464   | Angermünde ↔ Stützkow                                                                   | Felchow – Schöneberg – Alt Galow – Neu Galow                                            |          |
| 465   | Schwedt ↔ Passow                                                                        | Zützen – Felchow – Pinnow – Frauenhagen                                                 |          |
| 467   | Casekow ↔ Petershagen                                                                   | Luckow                                                                                  |          |
| 468   | Schwedt ↔ Angermünde                                                                    | Zützen – Criewen – Flemsdorf – Dobberzin                                                | PlusBus  |
| 469   | Schwedt ↔ Gartz                                                                         | Vierraden – Gatow – Blumenhagen – Friedrichsthal                                        |          |
| 471   | Gartz ↔ Casekow                                                                         | Heinrichshof – Hohenselchow – Groß Pinnow                                               |          |
| 472   | Schwedt ↔ Casekow                                                                       | Vierraden – Blumenhagen – Kunow – Woltersdorf                                           |          |
| 473   | Gartz ↔ Tantow                                                                          | Geesow – Mescherin – Rosow – Radekow                                                    |          |
| 474   | Gartz ↔ Schönfeld                                                                       | Hohenreinkendorf – Tantow – Keesow – Damitzow                                           |          |
| 475   | Schwedt ↔ Wilmersdorf                                                                   | Passow – Grünow – Schönermark – Greiffenberg                                            |          |
| 476   | Angermünde ↔ Angermünde                                                                 | Bölkendorf – Zuchenberg – Grumsin – Görlsdorf                                           | RufBus   |
| 477   | Angermünde ↔ Wilmersdorf                                                                | Welsow – Greiffenberg – Leopoldsthal – Peetzig                                          | RufBus   |
| 478   | Angermünde ↔ Stolzenhagen                                                               | Frauenhagen – Mürow – Crussow – Neukünkendorf                                           | RufBus   |
| 479   | Eberswalde ↔ Schwedt                                                                    | Chorin – Angermünde – Criewen – Zützen                                                  |          |
| 481   | Schwedt ZOB – UVG.Betriebshof – Odercenter – Sportplatz – Ärztehaus – ZOB               | Schwedt ZOB – UVG.Betriebshof – Odercenter – Sportplatz – Ärztehaus – ZOB               | StadtBus |
| 482   | Schwedt ZOB – Ärztehaus – Odercenter – Sportplatz – UVG.Betriebshof – ZOB               | Schwedt ZOB – Ärztehaus – Odercenter – Sportplatz – UVG.Betriebshof – ZOB               | StadtBus |
| 484   | Schwedt ↔ Gatow                                                                         | Vierraden                                                                               |          |
| 486   | Schwedt PCK Busbahnhof – Ärztehaus – Odercenter – Sportplatz – Papierfabrik             | Schwedt PCK Busbahnhof – Ärztehaus – Odercenter – Sportplatz – Papierfabrik             | StadtBus |
| 487   | Vierraden ↔ Vierraden                                                                   | Hohenfelde – Groß Pinnow – Casekow – Petershagen                                        | RufBus   |
| 488   | Vierraden ↔ Vierraden                                                                   | Gartz – Hohenreinkendorf – Radekow – Neurochlitz                                        | RufBus   |
| 489   | Schwedt PCK Busbahnhof – Stadthäuser – Wasserturm – An den Schloßwiesen                 | Schwedt PCK Busbahnhof – Stadthäuser – Wasserturm – An den Schloßwiesen                 | StadtBus |
| 491   | Schwedt ↔ Schwedt                                                                       | Meyenburg – Berkholz – Heinersdorf                                                      |          |
| 492   | Schwedt ↔ Krajnik Dolny                                                                 |                                                                                         |          |
| 494   | Angermünde Bahnhof – Krankenhaus – Finanzamt – Einkaufscenter – Bahnhof – Schillerplatz | Angermünde Bahnhof – Krankenhaus – Finanzamt – Einkaufscenter – Bahnhof – Schillerplatz | StadtBus |
| 497   | Angermünde ↔ Altkünkendorf                                                              | Schmargend – Zuchenberg                                                                 |          |
| 501   | Lychen ↔ Triepkendorf                                                                   | Türkshof – Seeberg – Rutenberg – Beenz                                                  |          |
| 502   | Templin ↔ Prenzlau                                                                      | Petznick – Mittenwalde – Haßleben                                                       | PlusBus  |
| 503   | Templin ↔ Prenzlau                                                                      | Jakobshagen – Boitzenburg – Berkholz – Gollmitz                                         |          |
| 504   | Templin ↔ Wilmersdorf                                                                   | Blindow – Göritz – Nechlin – Karlshof                                                   |          |
| 505   | Lychen ↔ Boitzenburg                                                                    | Schreibermühle – Brüsenwalde – Hardenbeck                                               |          |
| 506   | Haßleben ↔ Fürstenau                                                                    | Wichmannsdorf – Boitzenburg – Thomsdorf                                                 |          |
| 508   | Templin ↔ Gollin                                                                        | Karlshof – Dargersdorf – Vietmannsdorf                                                  |          |
| 509   | Templin ↔ Groß Väter                                                                    | Hindenburg – Hammelspring – Storkow – Grunewald                                         |          |
| 510   | Templin ↔ Wilmersdorf                                                                   | Ahrensdorf – Milmersdorf – Hessenhagen – Stegelitz                                      |          |
| 511   | Lychen ↔ Kastaven                                                                       | Wurlgrund – Retzow                                                                      |          |
| 512   | Gerswalde ↔ Wilmersdorf                                                                 | Berkenlatten – Friedenfelde – Böckenberg – Willmine                                     |          |
| 514   | Templin ↔ Netzow                                                                        | Knehden                                                                                 |          |
| 515   | Templin ↔ Joachimsthal                                                                  | Ahrensdorf – Engelsburg – Ringenwalde                                                   | PlusBus  |
| 517   | Templin ↔ Fürstenberg                                                                   | Röddelin – Beutel – Densow – Lychen                                                     |          |
| 518   | Templin ↔ Neu Placht                                                                    | Lindenhof – Gandenitz – Placht-Weiler – Albertshof                                      |          |
| 519   | Templin ↔ Boitzenburg                                                                   | Klosterwalde – Herzfelde – Warthe – Klaushagen                                          |          |
| 531   | Templin Seehotel – Stadtbahnhof – ZOB – Markt – Lychener Str. – Knehdener Str.          | Templin Seehotel – Stadtbahnhof – ZOB – Markt – Lychener Str. – Knehdener Str.          | StadtBus |

### PlusBus
PlusBus Uckermark
Im September des Jahres 2019 wurde die erste PlusBus-Linie für den Landkreis Uckermark, die Buslinie 403, in Betrieb genommen. Diese führt vom Prenzlauer ZOB über Gramzow, Passow und Stendell zum Schwedter ZOB. In Richtung Prenzlau erfolgt Montag-Freitag die erste Abfahrt um 4.50 Uhr am Schwedter ZOB, die letzte um 20.50 Uhr. Am Wochenende erfolgt die erste Abfahrt um 8.50 Uhr, die letzte um 16.50 Uhr, wobei um 20.50 Uhr noch eine Abfahrt erfolgt. In der Gegenrichtung ist die erste Abfahrt am Prenzlauer ZOB Montag-Freitag um 6.10 Uhr, die letzte um 21.10 Uhr. Am Wochenende sind die Abfahrten von 8.10 Uhr bis 18.10 Uhr. Obwohl es den Kriterien widerspricht, gibt es mehrere Stichfahrt am Tag zur Gramzower Schule, um die Schüler dorthin zu befördern. Umsteigemöglichkeit zur Regionalbahn gibt es an den Haltestellen Prenzlau ZOB, Passow Bahnhof und Schwedt ZOB (am Bahnhof Mitte). Größtenteils kommen Busse des Typs Mercedes-Benz Citaro C2 zum Einsatz.
PlusBus Nationalparklinie
Die zweite PlusBus-Linie in Uckermark ist die Linie 468, welche vom Bahnhof Angermünde über Dobberin, Flemsdorf, Criewen, Zützen und Meyenburg, ebenfalls wie die PlusBus-Linie 403 zum Schwedter ZOB verkehrt. Die Abfahrten in Richtung Angermünde sind von 5.30 Uhr bis 20.30 Uhr, wobei die letzte Fahrt von Kleinbussen bedient wird. Am Wochenende verkehrt der Bus ab 5.30 Uhr. In der Gegenrichtung erfolgen die Abfahrten von 5.40 Uhr bis 21.40 Uhr, am Wochenende ab 7.40 Uhr, wobei auch hier die letzte Fahrt von Kleinbussen bedient wird. Der Namensgeber dieses PlusBusses ist der Nationalpark Unteres Odertal, wo sich auch das Besucherzentrum befindet, an dem der Bus entlangfährt. Gleichzeitig ist es die erste brandenburger Buslinie, wo Wasserstoffbusse zum Einsatz kommen. Wie auch beim PlusBus Uckermark gibt es hier Widersprechungen gegen die Kriterien eines PlusBusses. Teils fahren nicht-barrierefreie Busse des Typs Mercedes-Benz Intrego.

## Service

### Weiterbildungen für Berufskraftfahrer
In der Zusammenarbeit mit der Barnimer Busgesellschaft führt die UVG Weiterbildungen für Berufskraftfahrer durch, welche alle fünf Jahre für die Verlängerung des Führerscheins erforderlich ist. Es wird ein Preis von 95 Euro pro Tag verlangt. Auf Wunsch kann man zum Betriebshof mit einem eigenen Service gebracht werden, falls man mit Bus oder Bahn anreist.

### Werkstatt- & Waschservice
Für größere Fahrzeuge (bspw. Busse, LKW) stellt die UVG einen Werkstatt- und einen Waschservice zur Verfügung. Beim Werkstattservice werden Hauptuntersuchungen, Abgasuntersuchungen, Sicherheitsprüfungen und Reparaturen durchgeführt werden, des Weiteren gibt es einen Ersatzteilhandel für Nutzfahrzeuge.
Für den Waschservice wird gereinigtes Regenwasser verwendet, welches nach dem Waschen eines Fahrzeuges aufbereitet und wiederverwendet wird.

## Kommunikation
Jedes halbe Jahr veröffentlicht die UVG die Firmenzeitschrift mit dem Namen DARUM UVG. Neben Neuigkeiten aus der Region und Empfehlungen wird auch der Unternehmensalltag hinter den Kulissen gezeigt. Außerdem gibt es in jeder Zeitung jeweils ein Rätsel.

## Trivia
Zum Anlass des 25. Jubiläums fahrscheinfreier Stadtverkehr in Templin fuhr die Altbundeskanzlerin und Ehrenbürgerin Angela Merkel am 13. Januar 2023 zum ersten Mal in einen Bus der UVG mit, da sie in der Stadt Templin aufgewachsen ist.